# Būtingė

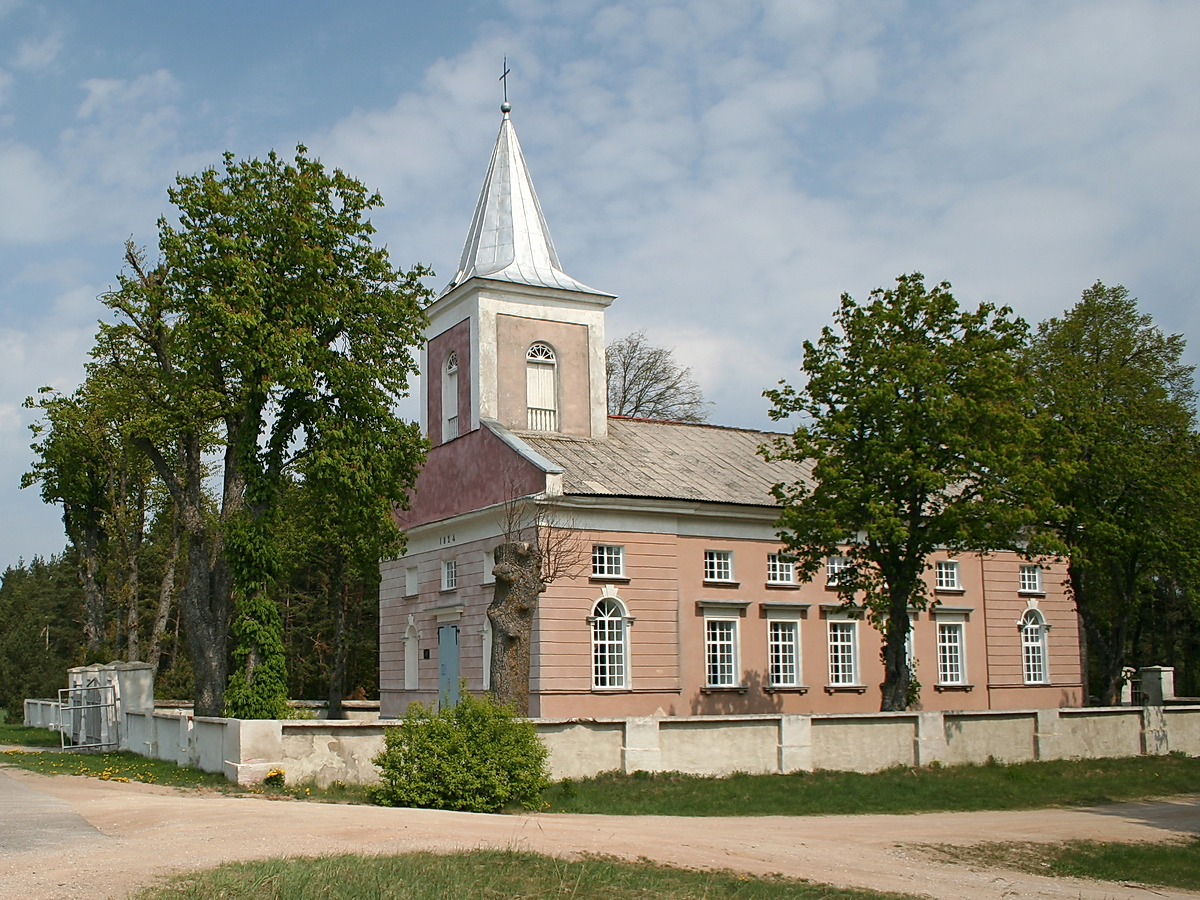
Die 1824 erbaute evangelisch-lutherische Kirche von Būtingė

Būtingė (deutsch, 18. Jahrhundert: Butendiekshof oder Budendiekshof) ist ein ehemaliges Dorf an der Ostseeküste im Nordwesten Litauens im Distrikt Klaipėda, direkt an der Grenze zu Lettland gelegen. Der Ort gehörte zum Kreis Grobin und jetzt zur Stadtgemeinde Palanga und befindet sich 17 km nördlich des Stadtzentrums sowie 5 km nördlich des Stadtteils Šventoji.
Butinge fiel 1921 an Litauen im Rahmen eines Gebietsaustauschs mit Lettland. In der Siedlung leben bis heute evangelisch-lutherische Letten, die ursprünglich die dem Lettischen nahestehende Sprachform Neukurisch sprachen (siehe auch Neukuren).

## Wirtschaft
Im Ort dominiert die Raffinerie mit dem Erdölterminal Būtingė. Es wird vom litauischen Unternehmen ORLEN Lietuva betrieben. Es hat das seegestützte SPM-Terminal (Single point mooring buoy) SPM Būtingė etwa 7,5 km vor der Küste, an dem die Tankschiffe über Pipelines be- und entladen werden.
Ab 1993 plante ein Vorgänger der jetzigen AB ORLEN Lietuva, die AB Nafta, ein Terminal zu bauen. 1995 wurde die AB Būtingės nafta gegründet und nach Reorganisation der litauischen Erdölwirtschaft 1998 in die Unternehmensgruppe AB Mažeikių nafta (jetzt ORLEN Lietuva) eingegliedert. Am 21. Juli 1999 wurde das Terminal eröffnet.
Sein Betrieb ist wegen der Befürchtung umstritten, dass Öl austreten könnte.
Seit Juli 2006 ist das Ölterminal Būtingė der einzige Weg, über den der Konzern Mažeikių Nafta Öl beziehen kann, da Transneft die Ölpipeline aus Russland abgeschaltet hat.